# Vassily Aksyonov (em russo)
Vasily Pavlovich Aksyonov (em russo: Васи́лий Па́влович Аксёнов, August 20, 1932 – July 6, 2009), foi um romancista russo e soviético. Ele ficou conhecido no Ocidente com a publicação de seu romance Ozhog, traduzido como A Queimadura.  

## Juventude
Vasily Aksyonov é filho de Pavel Aksyonov e Yevgenia Ginzburg, e nasceu em Kazan, URSS, em 20 de agosto de 1932. Sua mãe, Yevgenia Ginzburg, era uma jornalista e educadora de sucesso, e seu pai, Pavel Aksyonov, ocupava um alto cargo na administração de Kazan. Ambos os pais "eram comunistas proeminentes".   Em 1937, no entanto, ambos foram presos e julgados por sua suposta ligação com trotskistas . Ambos foram enviados para o Gulag e depois para o exílio, e onde passaram dezoito anos.  "Mais tarde, Yevgenia ganhou destaque como autora de um famoso livro de memórias, Into the Whirlwind, documentando a brutalidade da repressão stalinista". 
Aksyonov permaneceu em Kazan com sua babá e avó até que a NKVD o prendeu como filho de "inimigos do povo " e o enviou para um orfanato. Sua família não recebeu qualquer informação sobre seu paradeiro.  Aksyonov permaneceu lá até ser encontrado por um tio, com cuja família ele ficou até que sua mãe foi libertada para o exílio, tendo cumprido 10 anos de trabalho forçado. Em 1947, Vasily se juntou a ela no exílio na notória área prisional de Magadan, Kolyma, onde se formou no ensino médio. O meio-irmão de Vasily, Alexei (do primeiro casamento de Ginzburg com Dmitriy Fedorov) morreu de fome em Leningrado em 1941, quando a cidade foi sitiada pelos nazistas. 
Os pais de Aksyonov, vendo que os médicos tinham mais hipóteses de sobreviver nos campos, decidiram que Aksyonov deveria seguir a profissão médica.  “Ele então entrou na Universidade de Kazan e se formou em 1956 na Primeira Universidade Médica Estadual Pavlov de São Petersburgo ” e trabalhou como médico pelos próximos 3 anos.  Durante seu tempo como estudante de medicina, ele foi vigiado peloa KGB, que começou a preparar um dossiê contra ele. É provável que ele tivesse sido preso se não fosse pelo começo do desgelo de Khrushchev. 

## Carreira

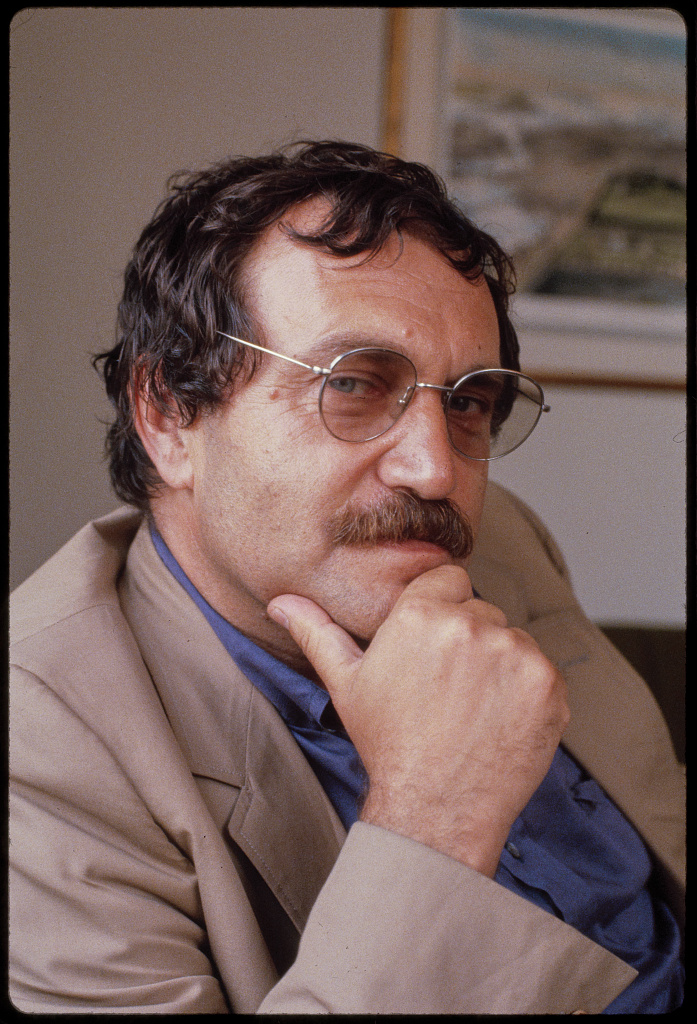
Aksyonov em 1980

Segundo consta, "durante a liberalização que se seguiu à morte de Stalin em 1953, Aksyonov entrou em contacto com o primeiro movimento contracultural soviético de hipsters vestidos com fatos zoot, chamados stilyagi (aqueles 'com estilo')".  Como resultado,
Ele se apaixonou por suas gírias, modas, estilos de vida libertinos, danças e especialmente por sua música. A partir daí começou seu romance com o jazz, que durou a vida inteira. O interesse pelo seu novo ambiente, pela música ocidental, pela moda e pela literatura acabou mudando a vida de Aksyonov, que decidiu se dedicar a registrar a sua época usando a literatura. Ele continuou sendo um observador atento da juventude, com seus estilos, movimentos e tendências em constante mudança. Como nenhum outro escritor soviético, ele estava em sintonia com os desenvolvimentos e mudanças na cultura popular. 
Em 1956, foi “descoberto” e anunciado pelo escritor soviético Valentin Kataev para a sua primeira publicação, na revista grossa liberal Iunost'.  "O seu primeiro romance, Colegas (1961), foi baseado nas suas experiências como médico."  "O seu segundo, Bilhete para as Estrelas (1961), que retrata a vida dos jovens hipsters soviéticos, fez dele uma celebridade da noite para o dia." 
Na década de 1960, Aksyonov foi um colaborador frequente do popular Iunost ( o nome em russo da revista significa juventude) e, mais tarde, tornou-se membro do corpo editorial. Aksyonov tornou-se assim "uma figura de destaque no chamado movimento de "prosa jovem" e um queridinho da intelectualidade liberal soviética e dos seus apoiantes ocidentais: os seus escritos contrastavam fortemente com a prosa dramática e socialista-realista da época".  "As personagens de Aksyonov falavam de forma natural, usando uma linguagem moderna, iam a bares e casas de dança, faziam sexo antes do casamento, ouviam jazz e rock'n'roll e esforçavam-se por conseguir um par de sapatos americanos fixes".  "Havia um sentimento de frescura e liberdade nos seus escritos, semelhante ao que emanava das gravações do mercado negro de jazz e pop americanos".  "Ele tornou-se rapidamente um dos líderes informais dos Shestidesyatniki — que se traduz aproximadamente como "a geração dos anos 60" — um grupo de jovens soviéticos que resistiam às restrições culturais e ideológicas do Partido Comunista. "  "'Foi incrível: fomos criados como robôs, mas começamos a ouvir jazz', disse Aksyonov durante a gravação de um documentário em 2007. 
Apesar de não ser abertamente político, seu " pró-americanismo aberto e valores liberais acabaram levando a problemas com a KGB".  "E seu envolvimento em 1979 com uma revista independente, o almanaque Metropole, levou a um confronto aberto com as autoridades".   Seus dois próximos romances célebres, The Burn e The Island of Crimea, não puderam ser publicados na URSS.  O primeiro explorou a situação dos intelectuais sob o comunismo e o último foi uma imaginação de como a vida poderia ter sido se o exército branco tivesse afastado os bolcheviques em 1917, usando uma Criméia imaginada que espelharia a situação de Taiwan. 
Quando A Queimadura foi publicado na Itália em 1980, Aksyonov aceitou um convite para ele e sua esposa Maya deixarem a Rússia e irem para os Estados Unidos.  Pouco depois, ele foi destituído de sua cidadania soviética, recuperando-a apenas 10 anos depois, durante a perestroika de Gorbachev. 
Aksyonov passou os 24 anos seguintes em Washington, DC, e Virgínia, onde lecionou Literatura Russa na Universidade George Mason ."   "Ele também lecionou literatura em várias outras universidades americanas, incluindo a USC e o Goucher College em Maryland... [e] trabalhou como jornalista para a Rádio Liberty." 
"Ele continuou a escrever romances, entre os quais estava o ambicioso Gerações de Inverno (1994), uma saga multigeracional da vida soviética que se tornou uma minissérie de TV russa de sucesso."  A chamada " A Saga de Moscou, [trilogia épica de 1994]... descreveu a vida de três gerações de uma família soviética entre a Revolução Bolchevique de 1917 e a morte de Stalin em 1953."  A minissérie de TV consistia em 24 episódios e foi transmitida na televisão russa em 2004.  "[Em 1994], ele também ganhou o Prêmio Booker Russo, o maior prêmio literário da Rússia, por seu romance histórico Homens e Mulheres Voltairianos, sobre um encontro entre o famoso filósofo Voltaire e a Imperatriz Catarina, a Grande." 
"Em 2004, ele se estabeleceu em Biarritz, França.  Seu romance Moskva-kva-kva (2006) foi publicado na revista grossa Oktyabr, sediada em Moscou .
Aksyonov foi traduzido para várias línguas e continuou influente na Rússia.  Além de escrever romances, ele também é conhecido como autor de poemas, muitos dos quais foram interpretados como canções  Ele teria sido "um eterno hipster [e] estava acostumado a estar na vanguarda, seja na moda ou na inovação literária".  Ele foi descrito como "um homem colorido, com seu bigode característico, ternos elegantes, carros caros e um amor por grandes cidades, bons vinhos e boa comida". 
Em 6 de julho de 2009, ele morreu em Moscou aos 76 anos. 